# Callichroma interruptum
Callichroma interruptum är en skalbaggsart som beskrevs av Hintz 1919. Callichroma interruptum ingår i släktet Callichroma och familjen långhorningar. Inga underarter finns listade.